# Godfrey (Washington)
Godfrey az Amerikai Egyesült Államok északnyugati részén, Washington állam Stevens megyéjében elhelyezkedő kísértetváros.
Godfrey postahivatala 1897 és 1912 között működött. A település nevét a helyi fűrészüzemet működtető Godfrey testvérekről kapta.

## Fordítás
Ez a szócikk részben vagy egészben  a   Godfrey, Washington című angol Wikipédia-szócikk ezen változatának fordításán alapul.  Az eredeti cikk szerkesztőit annak laptörténete sorolja fel. Ez a jelzés csupán a megfogalmazás eredetét és a szerzői jogokat jelzi, nem szolgál a cikkben szereplő információk forrásmegjelöléseként.